# 와카구리역
와카구리역(일본어: 若栗駅)은 일본 도야마현 구로베시에 위치한 도야마 지방 철도 본선의 철도역이다. 단선 승강장 1면 1선의 구조를 갖춘 지상역이다.

## 이용 현황
| 연도 | 1일 평균 승차 인원 |
| ---- | ------------------ |
| 2003 | 75                 |
| 2004 | 75                 |
| 2005 | 76                 |
| 2006 | 77                 |
| 2007 | 64                 |
| 2008 | 64                 |
| 2009 | 63                 |
| 2010 | 63                 |
| 2011 | 65                 |
| 2012 | 66                 |
| 2013 | 67                 |
| 2014 | 63                 |
| 2015 | 67                 |

## 역 주변
- 구로베 시립 와카구리 소학교

## 역사
- 1922년 11월 5일 : 구로베 철도의 역으로서 개업.
- 1943년
  - 1월 1일 : 도야마 현 내의 모든 철도 회사가 도야마 전기 철도를 중심으로 도야마 지방 철도로 통합되어, 이 회사의 구로베 선이 됨.
  - 11월 11일 : 구 구로베 철도의 노선이 600V부터 1500V로의 승압과 플랫폼 개선 등의 공사가 완료해, 덴테쓰토야마 역 - 우나즈키온센 역 간의 직통 운행이 개시됨.

## 인접 역
| 도야마 지방 철도 본선      | 도야마 지방 철도 본선 | 도야마 지방 철도 본선    |
| -------------------------- | --------------------- | ------------------------ |
| 시타야마 덴테쓰토야마 방면 | ■ 본선                | 도치야 우나즈키온센 방면 |